# Salvatore Caiata
Salvatore Caiata (Potenza, 29 luglio 1970) è un politico e imprenditore italiano.

## Biografia
Originario della città di Potenza, dove si diploma presso l'Istituto Tecnico Commerciale Leonardo da Vinci, si trasferisce poi a Siena per frequentare l'Università, presso la quale si laurea in Scienze per l'Economia.

## Carriera

### Attività imprenditoriale
Dopo gli studi universitari lavora prima come manager nel settore terziario per poi dedicarsi all'imprenditoria, riuscendo ad aprire numerose attività in svariati ambiti, soprattutto in quello della ristorazione e prevalentemente nella città di Siena.
Nel 2017 dichiara di voler cedere le sue attività situate a Siena, dichiarazione a cui fa seguito la vendita del suo principale ristorante.

#### Calcio
Dopo varie trattative fallite per l'acquisto di alcune squadre di calcio militanti in serie minori, nel luglio del 2017 diviene socio di maggioranza e presidente del Potenza, squadra che riesce già nel primo anno della gestione di Caiata a vincere il campionato di Serie D, rientrando così nel calcio professionistico dopo otto anni di assenza.
L'11 giugno 2018 Caiata entra a far parte del consiglio direttivo della Lega Pro; nel dicembre del 2019 annuncia però di volersi dimettere da tale carica, essendo in disaccordo con le decisioni prese dalla Lega in merito ai diritti televisivi della Serie C e soprattutto a causa del mancato ottenimento della defiscalizzazione per i club della terza serie italiana.
Caiata si candida poi alle elezioni del consiglio federale della FIGC del 22 febbraio 2021, risultando non eletto per un solo voto.
Il 30 gennaio 2022, dopo una serie di risultati negativi della società, si dimette dalla presidenza del Potenza. Contestualmente alle dimissioni, Caiata, annuncia anche di voler cedere l'intero pacchetto azionario ad altri soci.

### Attività politica
Inizia la sua esperienza politica nel 2009 a Siena, come membro del Coordinamento provinciale del Popolo della Libertà senese.
Nonostante questa prima esperienza nel centrodestra guidato da Berlusconi, nove anni più tardi gli viene proposta dai dirigenti del Movimento 5 Stelle la candidatura alle elezioni politiche del 2018 nella lista del Movimento, precisamente alla Camera dei deputati nel collegio uninominale Basilicata - 01 (Potenza), avente come capoluogo la sua città natale. Durante la campagna elettorale diviene di dominio pubblico l'esistenza di un'indagine per riciclaggio da parte della procura di Siena a suo carico, inchiesta di cui l'imprenditore potentino sarebbe stato a conoscenza almeno dal 2017; per tale ragione viene espulso dal Movimento 5 Stelle ancor prima delle elezioni, in quanto il regolamento interno del partito prevedeva il non poter candidare né tesserare chiunque fosse coinvolto in indagini penali. L'espulsione dal Movimento non impedisce a Caiata di venire comunque eletto deputato, ottenendo il 42,08% davanti a Nicola Benedetto del centrodestra (24,51%) e a Guido Viceconte del centrosinistra (22,04%); a seguito dell'insediamento della Camera, aderisce al gruppo misto e ne diventa vicepresidente.
Il 20 aprile 2018 entra a far parte della componente del gruppo misto "MAIE - Movimento Associativo Italiani all'Estero". Il 6 giugno dello stesso anno vota la fiducia al Governo Conte I, sostenuto da Movimento 5 Stelle e Lega.
Nell'agosto 2018 l'inchiesta su di lui viene infine archiviata, mentre il 29 aprile 2019 aderisce a Fratelli d'Italia.
Alle elezioni politiche del 2022 viene ricandidato alla Camera nel collegio uninominale Basilicata - 01 (Potenza) per la coalizione di centrodestra (in quota FdI), venendo rieletto con il 38,31% (pari a 93.648 voti) davanti a Viviana Verri del Movimento 5 Stelle (25,00%) e a Francesco Pietrantuono del centrosinistra (21,59%).
Membro della Commissione Politiche dell'Unione Europea e della Commissione Affari esteri e comunitari della Camera dei Deputati, il 9 novembre 2022 è nominato segretario della Commissione III. Il 19 aprile 2023 viene eletto all’unanimità Presidente della delegazione italiana presso l’assemblea parlamentare dell’Iniziativa di Centro-Europa (INCE), volta a rafforzare e ad accelerare i processi di integrazione europea dei paesi di centro europea che aspirano a farne parte.